# Pupilka profesora
Pupilka profesora (ang. Teacher's Pet lub Devil in the Flesh 2) – amerykańsko-kanadyjski dreszczowiec z 2000 roku. Sequel thrillera Całkowite oddanie (1998). Zdjęcia kręcono w Santa Clarita.

## Obsada
- Jodi Lyn O’Keefe jako Debbie Strong
- Jsu Garcia jako dr Sam Deckner
- Katherine Kendall jako Carla Briggs
- Jeanette Brox jako Laney
- Christiana Frank jako Sydney Hollings
- Todd Robert Anderson jako zastępca szeryfa Toby Taylor
- Bill Gratton jako szeryf Bill Taylor
- Sarah Lancaster jako Tracy Carley
- Rel Hunt jako Buddy Lyle
- Todd McKee (w czołówce jako Todd Mckee) jako Jim Sykes
- Frank Noon jako pijak

## Fabuła
Film kontynuuje wątek przedstawiony w filmie Całkowite oddanie.
Debbie Strong ucieka ze szpitala psychiatrycznego, do którego trafiła za morderstwo matki i babki. Przywłaszcza sobie pieniądze, samochód i tożsamość swojej kolejnej ofiary, Tracy Carley, córki bogaczy, która właśnie miała rozpocząć studia literackie w małym miasteczku. Tam też pojawia się Debbie, która zamieszkuje w domu akademickim, gospodarowanym przez ambitną studentkę, imieniem Sydney. Zakochuje się od pierwszego wejrzenia w przystojnym wykładowcy, Samie Decknerze – byłym pisarzu. Myląc uprzejmość z miłością, dziewczyna popada w coraz głębszą obsesję. Podstępem doprowadza do zerwania Sama z nauczycielką Carlą, która właśnie dowiedziała się, że jest z nim w ciąży. Debbie udaje się zbliżyć do profesora, lecz wkrótce później ten schodzi się z ciężarną Carlą. Psychopatka postanawia pozbyć się jej.

## Soundtrack
Na ścieżce dźwiękowej do filmu znalazły się następujące utwory muzyczne:
1. „S' Allright” – Stretch Nickel
2. „Gamblin Man” – Matisse
3. „Full Moon Boogie” – Matisse
4. „Double Date” – Thin Air
5. „The Traveling Salesman” – Matisse
6. „Jazz Me Up” – Ron Fin
7. „Vile” – The Crosswalk
8. „Moi Non Plus” – Million Dollar Secret
9. „In Half” – Protein
10. „Lucille's Lament” – Ron Fin
11. „Nocturne E flat op.9 No.2” – Thomas Barquee
12. „Ecstasy” – Aimee Rocca
13. „From Mercury to Texas” – Protein
14. „Mirage Blues” – Matisse
15. „My Lucky Day” – Jason Falkner